# Macroglossum stellatarum
Macroglossum stellatarum (cunoscută și ca molia colibri sau fluturele coadă de porumbel) este o specie de molie din familia Sphingidae. Poate fi întâlnită în toată Europa, și în partea caldă a Asiei de Sud. Se găsește și în România. Proboscida lungă și modul în care zboară, împreună cu zgomotul viguros al său, fac această specie foarte asemănătoare cu o pasăre colibri, mai ales când se hrănește din flori. Asemănarea cu pasărea colibri este un exemplu al evoluției convergente. Zboară în timpul zilei, în special în zilele însorite, dar și la amurg, zorii zilei, sau chiar și în ploaie, ceea ce este o caracteristică neobișnuită chiar și pentru moliile sfinx diurne. . Au fost studiate abilitățile vizuale ale speciei, și a fost arătat faptul că are o abilitate relativ bună de a învăța culorile.

## Răspândire
vara
     tot anul
     iarna

Harta răspândirii:
vara
tot anul
iarna

Molia colibri este răspândită de-a lungul părții nordice a Lumii Vechi, din Portugalia până în Japonia, dar preferă doar climatele mai calde (Europa de Sud, Africa de Nord, și părțile estice). Este un zburător rezistent, răspândit, și poate fi întâlnit cam oriunde în emisferă pe durata verii. Totuși, rar rezistă iernilor de la latitudinile nordice (de exemplu nordul Alpilor, nordul Caucazilor).

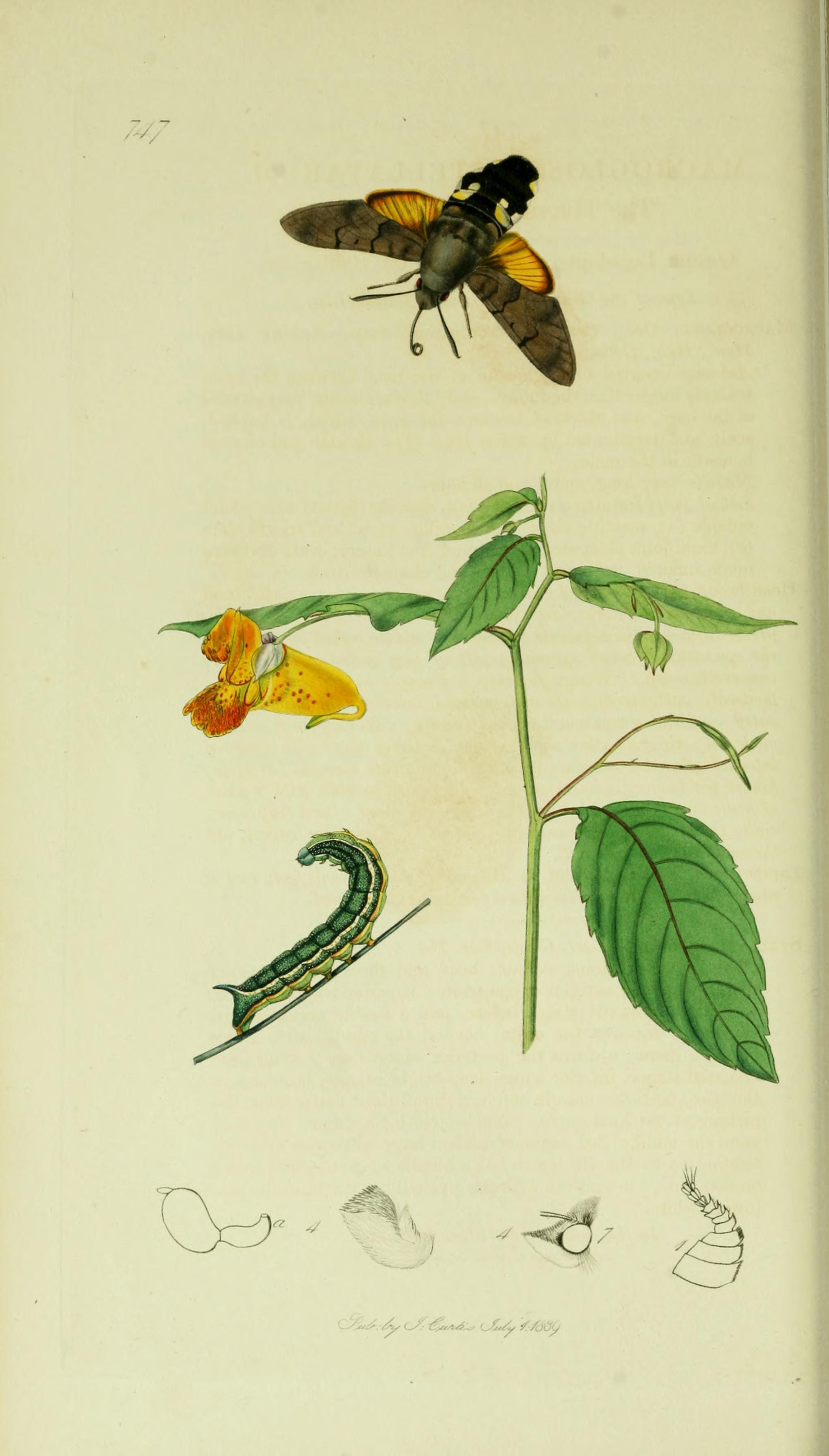
Ilustraţie din al cincilea volum al British Entomology de John Curtis